# ويلسون فرنسيسكو ألفيس
ويلسون فرنسيسكو ألفيس (بالبرتغالية: Wilson Francisco Alves‏) هو مدرب كرة قدم ولاعب كرة قدم برازيلي، ولد في 21 ديسمبر 1927 في ريو دي جانيرو في البرازيل، وتوفي في 12 يوليو 1998 في ساو باولو في البرازيل. شارك مع منتخب البرازيل لكرة القدم. أما مع النوادي، فقد لعب مع جمعية بورتوغيزا الرياضية ونادي سانتوس ونادي فاسكو دا غاما.